# لارا (مسلسل)
لارا مسلسل تلفزيوني كرواتي.

## الأبطال
- Doris Pinčić في دور لارا
- Ivan Herceg في دور يعقوب
- Filip Juričić في دور خلدون
- Frane Perišin في دور توفيق
- Jagoda Kumrić في دور شجون
- Jana Milić في دور ليلي
- Stefan Kapičić في دور ناجي
- Ecija Ojdanić في دور سهيله
- Ornela Vištica في دور كارمن
- Sanja Vejnović في دور مايا
- Dino Rogić في دور مازن

## وصلات خارجية
- لارا على موقع IMDb (الإنجليزية)
- لارا على موقع كينوبويسك (الروسية)